# Boyacıoğlu, Kızılırmak
Boyacıoğlu là một xã thuộc huyện Kızılırmak, tỉnh Çankırı, Thổ Nhĩ Kỳ. Dân số thời điểm năm 2010 là 108 người.